# Morogoro (region)
Morogoro er en af Tanzanias 26 administrative regioner. Regionhovedstaden er byen Morogoro. Morogoro grænser til Manyara og Tanga i nord, Pwani og Lindi i øst, Ruvuma i syd og Iringa og Dodoma i vest.
Regionen har et areal på 70.799  km², og havde et anslået befolkningstal i 2009 på 2.068.427 mennesker .
Morogoro består af seks distrikter: Kilombero, Kilosa, Morogoro Mjini, Morogoro Vijijini, Mvomero og Ulanga.
I regionen ligger Mikumi nationalpark der er sammenhængende med det store vildtreservat Selous, der ligger mod sydøst, og hvis vestlige del også ligger i regionen.

## Eksterne kilder og henvisninger
1. ↑   Statoids, Regions of Tanzania

- Officiel websted

8°00′S 37°00′Ø / 8.000°S 37.000°Ø